# Za nas s vami
Za nas s vami (russisk: За нас с вами) er en russisk spillefilm fra 2023 af Andrej Smirnov.

## Medvirkende
- Julija Snigir som Dina
- Aleksandr Ustjugov som Boris
- Aleksandr Kuznetsov som Ivan
- Andrej Smoljakov som Pjotr Petkevitj
- Irina Rozanova som Angelina Fjodorovna
- Leonid Jarmolnik som Dorfman
- Galina Tjunina som Ester Davýdovna
- Marina Klesjjova som Klava